# ناتوري نوجتون
ناتوري نوجتون (بالإنجليزية: Naturi Naughton)‏ هي مغنية وكاتبة غنائية وموسيقية وممثلة أمريكية، ولدت في 20 مايو 1984 في الولايات المتحدة.

## أعمال

### أفلام
- (2009) نوتوريوس[7]

### مسلسلات
- باور
- رجال ماد

## وصلات خارجية
- ناتوري نوجتون على موقع IMDb (الإنجليزية)
- ناتوري نوجتون على موقع روتن توميتوز (الإنجليزية)
- ناتوري نوجتون على موقع ألو سيني (الفرنسية)
- ناتوري نوجتون على موقع ميوزك برينز (الإنجليزية)
- ناتوري نوجتون على موقع أول موفي (الإنجليزية)
- ناتوري نوجتون على موقع بوكس أوفيس موجو (الإنجليزية)
- ناتوري نوجتون على موقع قاعدة بيانات برودواي على الإنترنت (الإنجليزية)
- ناتوري نوجتون على موقع قاعدة بيانات الأفلام السويدية (السويدية)
- ناتوري نوجتون على موقع ديسكوغز (الإنجليزية)
- ناتوري نوجتون على موقع قاعدة بيانات الفيلم (الإنجليزية)